# Severomakedonská fotbalová reprezentace do 21 let
Severomakedonská fotbalová reprezentace do 21 let (makedonsky Фудбалска репрезентација на Македонија до 21 година) je severomakedonská mládežnická fotbalová reprezentace složená z hráčů do 21 let, která spadá pod Severomakedonskou fotbalovou federaci (Фудбалска федерација на Македонија – FFM). Reprezentuje Severní Makedonii v kvalifikačních cyklech na Mistrovství Evropy hráčů do 21 let a v případě postupu i na těchto šampionátech. 

Fotbalisté musí být mladší 21. roku na začátku kvalifikace, to znamená, že na evropském šampionátu poté mohou startovat i poněkud starší.
Předchůdcem byla jugoslávská fotbalová reprezentace do 21 let.
Severomakedonská jedenadvacítka se ve své historii jedenkrát probojovala na závěrečný turnaj Mistrovství Evropy hráčů do 21 let, a to na evropský šampionát v roce 2017 v Polsku.

## Účast na závěrečném turnaji ME U21
Zdroj:
| Rok    | Kolo                | Umístění | Záp. | V | R | P | VG | OG |
| ------ | ------------------- | -------- | ---- | - | - | - | -- | -- |
| 1994   | neúčastnila se      | –        | –    | – | – | – | –  | –  |
| 1996   | nekvalifikovala se  | –        | –    | – | – | – | –  | –  |
| 1998   | nekvalifikovala se  | –        | –    | – | – | – | –  | –  |
| 2000   | nekvalifikovala se  | –        | –    | – | – | – | –  | –  |
| 2002   | nekvalifikovala se  | –        | –    | – | – | – | –  | –  |
| 2004   | nekvalifikovala se  | –        | –    | – | – | – | –  | –  |
| 2006   | nekvalifikovala se  | –        | –    | – | – | – | –  | –  |
| 2007   | nekvalifikovala se  | –        | –    | – | – | – | –  | –  |
| 2009   | nekvalifikovala se  | –        | –    | – | – | – | –  | –  |
| 2011   | nekvalifikovala se  | –        | –    | – | – | – | –  | –  |
| 2013   | nekvalifikovala se  | –        | –    | – | – | – | –  | –  |
| 2015   | nekvalifikovala se  | –        | –    | – | – | – | –  | –  |
| 2017   | postup na šampionát |          |      |   |   |   |    |    |
| Celkem | 1 účast z 12 cyklů  | –        | –    | – | – | – | –  | –  |

Legenda:

Záp: odehrané zápasy, V: výhry, R: remízy, P: prohry, VG: vstřelené góly, OG: obdržené góly, červený rámeček znamená automatickou kvalifikaci (jakožto pořadatel)